# Богучанская ГЭС
Богуча́нская ГЭС — гидроэлектростанция на реке Ангаре, у города Кодинска Кежемского района Красноярского края. Входит в Ангарский каскад ГЭС, являясь его четвёртой, нижней ступенью.
Имея установленную мощность 2997 МВт, входит в пятёрку крупнейших гидроэлектростанций России. Строительство Богучанской ГЭС, шедшее с 1974 до 2017 год, является рекордным по продолжительности в истории российской гидроэнергетики. Строительство Богучанской ГЭС велось на паритетных началах «Русгидро» и «Русалом» в рамках государственной программы комплексного развития Нижнего Приангарья. Ввод в эксплуатацию первых агрегатов состоялся 15 октября 2012 года. Последний, девятый гидроагрегат был введён в промышленную эксплуатацию 22 декабря 2014 года. Вывод ГЭС на полную мощность состоялся в июле 2015 года после наполнения водохранилища до проектной отметки 208 метров (этот уровень был достигнут 17 июня 2015 года).
Ввод в эксплуатацию Богучанской ГЭС имел большое значение для экономического развития Нижнего Приангарья и Сибирского экономического региона, значительная часть вырабатываемой ГЭС электроэнергии используется для энергоснабжения Богучанского алюминиевого завода. Строительство Богучанской ГЭС критиковалось рядом общественных организаций, в частности Всемирным фондом дикой природы и «Гринписом».

## Природные условия
Основные сооружения Богучанской ГЭС расположены на реке Ангаре в Кодинском створе, в 444 км от устья реки, в таёжно-лесной зоне. В створе плотины Ангара течёт в широтном направлении, пересекая скальный массив, сложенный осадочными породами кембрия и ордовика, разорванными интрузией долеритов. Ширина речной долины в створе на уровне водохранилища составляет 2—3 километра, берега скальные, асимметричные, близко подходят к руслу. Правый берег обрывистый, во многих местах подмывается рекой; левый берег более пологий, на нём выделяются небольшие террасы. В русле реки в месте пересечения интрузии имеются шиверы. Ниже створа долина реки расширяется, достигая 10 км. Бетонные сооружения ГЭС размещены на интрузии долеритов, каменно-набросная плотина — преимущественно на осадочных породах. Фоновая сейсмичность территории согласно карте ОСР-97С составляет 7 баллов по шкале MSK-64 (повторяемость 1 раз в 5000 лет), согласно результатам микросейсморайонирования — 6 баллов.
Река Ангара в створе Богучанской ГЭС имеет площадь водосбора 831 000 км². Сток реки в значительной степени зарегулирован озером Байкал и вышележащими водохранилищами — Иркутским, Братским и Усть-Илимским. Максимальный приточный расход воды (вероятность 0,01 % с гарантийной поправкой) составляет 16 210 м³/с. Климат в районе расположения Богучанской ГЭС резко континентальный. Лето короткое и тёплое, зима продолжительная и суровая. Среднегодовая температура воздуха колеблется в пределах от −2,6 до −4,3 °С, среднемесячная температура июля от +18,1 до +18,8 °С, января — от −24,4 до −27,4 °С. Абсолютный минимум температур составляет −60 °С, абсолютный максимум +38 °С.

## Конструкция станции
Богучанская ГЭС представляет собой мощную высоконапорную гидроэлектростанцию плотинного типа c приплотинным зданием ГЭС. Установленная мощность электростанции — 2997 МВт, проектная среднегодовая выработка электроэнергии — 17 600 млн кВт·ч. Конструктивно сооружения ГЭС разделяются на бетонную плотину, каменно-набросную плотину, здание ГЭС, служебно-производственный комплекс (СПК) и прилегающее к нему здание элегазового комплектного распределительного устройства (КРУЭ). В гидроузле отсутствуют постоянные судопропускные сооружения (имелся временный шлюз для пропуска судов и леса в период строительства, позднее забетонированный), в связи с чем речные суда через него проходить не могут. 
По сооружениям станции проложен автодорожный переход, в пределах бетонной плотины он проложен по специальным бычкам, расположенным с низовой стороны гребня, в пределах каменно-набросной плотины проходит по её гребню.

### Плотина
Напорный фронт Богучанской ГЭС длиной 2690 м сформирован двумя плотинами: бетонной и каменно-набросной. Бетонная плотина длиной 828,7 м и наибольшей высотой 96 м (отметка гребня 214,0 м) состоит из глухой, станционной и водосбросной частей, которые, в свою очередь, разрезаны конструктивными деформационными швами на секции. Глухая часть плотины общей длиной 339,2 м состоит из 18 секций: 11 секций (№ 0—10) сопрягают плотину с левым берегом, секция № 23 располагается между водосбросами № 1 и 2, в секции № 29 размещался временный шлюз, секции № 30—34 обеспечивают сопряжение с каменно-набросной плотиной, образуя вместе с подпорными стенками верхнего и нижнего бьефа сопрягающий устой. В станционной части плотины длиной 270 м (9 секций № 11—19 длиной по 30 м каждая) размещены водоприёмники с затворами и сороудерживающими решётками, а также напорные водоводы диаметром 10 м для подачи воды к турбинам ГЭС. Водосбросная часть плотины общей длиной 200 м образует водосбросы № 1 и 2. В скальном основании бетонной плотины для уменьшения фильтрационных расходов устраивается цементационная завеса, состоящая из глубокой завесы и сопрягающей цементации. Для размещения контрольно-измерительной аппаратуры, отвода фильтрующихся вод и выполнения цементационных работ в теле плотины имеется несколько галерей. Для предотвращения обводнения левобережного склона предусмотрено сооружение дренажного тоннеля длиной 450 м, который в начальном участке является продолжением одной из галерей плотины, а далее прокладывается в горных породах параллельно берегу в сторону нижнего бьефа.
Каменно-набросная плотина имеет длину 1861,3 м, максимальную высоту 77 м (отметка гребня 212,0 м) и ширину по гребню 20 м. Общий объём грунта, необходимого для формирования каменно-набросной плотины, составляет около 30,5 млн м³. Плотина состоит из верховой и низовой упорных призм из каменной наброски, асфальтобетонной диафрагмы, двухслойных переходных к диафрагме зон, супесчаного понура и противооползневых контрбанкетов в правобережном примыкании. В качестве противофильтрационного элемента плотины используется диафрагма из литого асфальтобетона (такая диафрагма была впервые применена в отечественной практике гидротехнического строительства в суровых климатических условиях). Использование литого асфальтобетона позволило существенно улучшить технологичность возведения диафрагмы; её надёжность подтверждена опытом эксплуатации аналогичной диафрагмы высотной плотины Ирганайской ГЭС. Примыкание плотины к правому берегу, отличающемуся сложными геологическими условиями, выполнено с применением противооползневых мероприятий (устройство контрбанкетов, расчистка и срезка склона). В основании плотины устроена галерея.

### Водосброс
Для пропуска излишних расходов воды в период строительства и эксплуатации Богучанская ГЭС имеет два водосброса — № 1 и № 2, расположенных в пределах бетонной плотины. Водосброс № 1 донного типа, имеет длину 110 м и состоит из 5 секций (№ 24—28) длиной 22 м каждая. Водосброс имеет два ряда отверстий: в нижнем ряду на отметке 130,0 м 5 временных отверстий размером 14×12 м и в верхнем ряду 10 отверстий (по два в каждой секции) сечением 4×6,5 м. Временные отверстия используются для постоянного пропуска воды через сооружения гидроузла в период от перекрытия реки до начала заполнения водохранилища, после чего закрываются затворами и заделываются бетоном. Отверстия водосбросов перекрываются плоскими затворами, оперирование которыми осуществляется с помощью козловых кранов грузоподъёмностью 500/250/10 т. Пропускная способность водосброса № 1 в период постоянной эксплуатации составляет 7060 м³/с.
Водосброс № 2 поверхностного типа, с гашением энергии потока как в водобойном колодце, так и на ступенчатой грани водослива. Такая конструкция водосброса используется в отечественной практике гидротехнического строительства впервые. Водосброс имеет длину 90 м, состоит из 3 секций (№ 20—22). Водосброс состоит из гладкого водосливного оголовка, переходного участка со ступенями высотой 0,5 м, водосливной грани со ступенями высотой 1,5 м и водобойного колодца, образованного бетонными плитами толщиной 4,5 м. Пропуск воды осуществляется через 5 пролётов шириной 10 м при пороге водослива на отметке 179,0 м на начальном этапе наполнения водохранилища и 199,0 м в период постоянной эксплуатации. Регулирование пропуска воды через водосброс осуществляется при помощи плоских колёсных затворов. Пропускная способность водосброса № 2 составляет 2800 м³/с. На отметке 161,2 м под водосбросом № 2 размещён транспортный тоннель протяжённостью 76 м и шириной 3,3 м.

### Здание ГЭС
Здание гидроэлектростанции имеет классическую приплотинную конструкцию, расположено за станционной частью плотины. Конструктивно оно разделяется на 9 агрегатных секций, из которых 8 имеют длину 30 метров и одна (№ 9) — длину 38,8 метров. Общая длина здания ГЭС (вместе с монтажной площадкой, примыкающей со стороны левого берега) — 331 метров, расстояние между осями гидроагрегатов составляет 30 метров. Со стороны нижнего бьефа к агрегатным секциям примыкают левобережная подпорная стенка (к секции № 1) и раздельный пирс (к секции № 9). Устройство раздельного пирса необходимо по гидравлическим условиям работы гидроагрегатов и водосброса. Вода, отработавшая на гидроагрегатах, будет сбрасываться в русло реки через отводящий канал.
В здании ГЭС установлено 9 вертикальных гидроагрегатов мощностью по 333 МВт каждый, с радиально-осевыми турбинами РО75-В-750, работающими при расчётном напоре 65,5 м (максимальном 70,8 м) и имеющими мощность 340 МВт. Номинальная частота вращения гидротурбин — 90,91 об/мин, диаметр рабочего колеса — 7,5 м, максимальный КПД турбины — 96,6 %. По своим массогабаритным характеристикам (масса каждой гидротурбины более 1000 т) турбины Богучанской ГЭС являются уникальными для отечественной гидроэнергетики, близкими к ним по этим параметрам являются лишь турбины Красноярской ГЭС, изготовленные в 1960-х годах (также имеющие диаметр рабочего колеса 7,5 м). Специфической особенностью турбин является возможность их работы с напора 40 м на штатных рабочих колёсах, что позволило осуществить пуск ГЭС на отметке водохранилища 178,0 м (проектная отметка — 208,0 м). Спиральная камера металлическая, с внутренним диаметром на входе 9,862 м. Направляющий аппарат цилиндрический, высотой 2,626 м, имеет 24 цилиндрические лопатки. Поворот лопаток осуществляется через единое регулирующее кольцо, приводимое в действие двумя сдвоенными сервомоторами на каждой турбине, давление масла в системе регулирования составляет 6,3 МПа.
Турбины приводят в действие гидрогенераторы СВ 1548/203-66УХЛ4 мощностью 370 МВА, выдающие электроэнергию на напряжении 15,75 кВ. Гидрогенератор имеет косвенное воздушное охлаждение, его максимальный КПД составляет 98,7 %. Общий вес генератора — 1633 т. С генераторов электроэнергия передаётся на 9 повышающих трансформаторов (6 ТЦ-400000/500-УХЛ1 напряжением 500 кВ и 3 ТЦ-400000/220-УХЛ1 напряжением 220 кВ), расположенных в пазухе между станционной плотиной и зданием ГЭС. Трансформаторная мастерская размещена за монтажной площадкой. Производитель гидротурбин — Ленинградский металлический завод, гидрогенераторов — завод «Электросила» (оба предприятия входят в концерн «Силовые машины»), трансформаторов — «Запорожтрансформатор».

Сооружения и оборудование Богучанской ГЭС
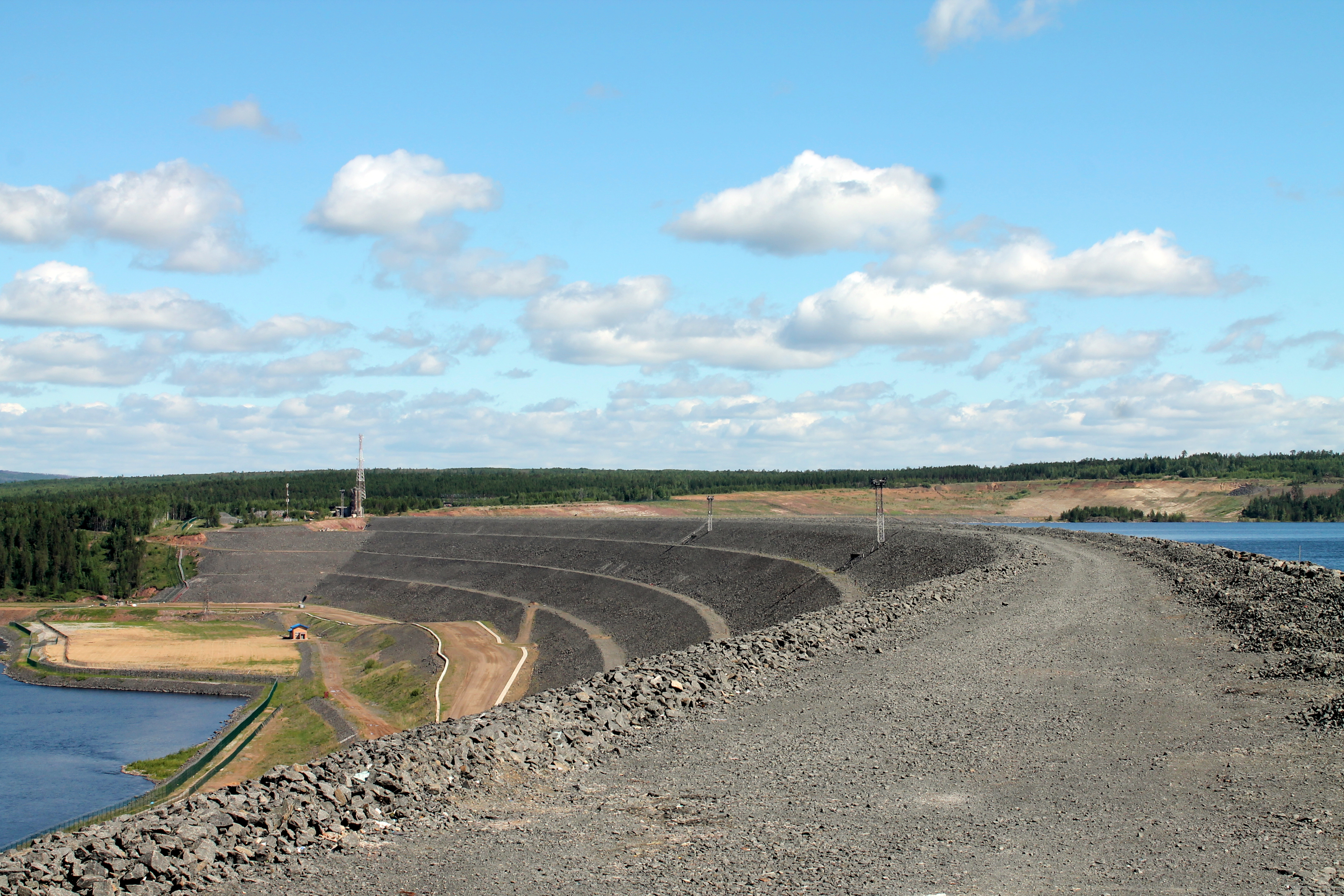
Каменно-набросная плотина
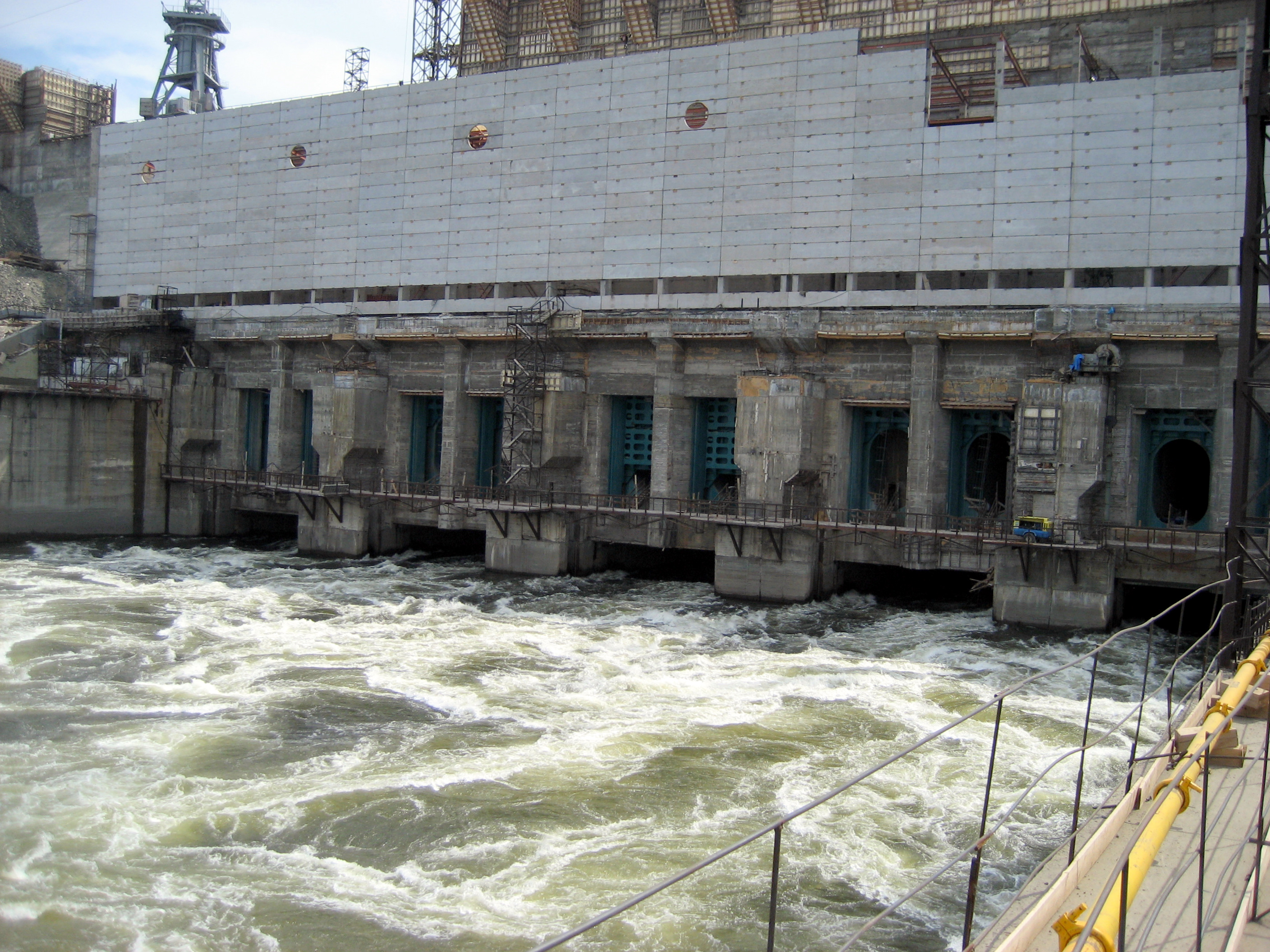
Водосброс № 1
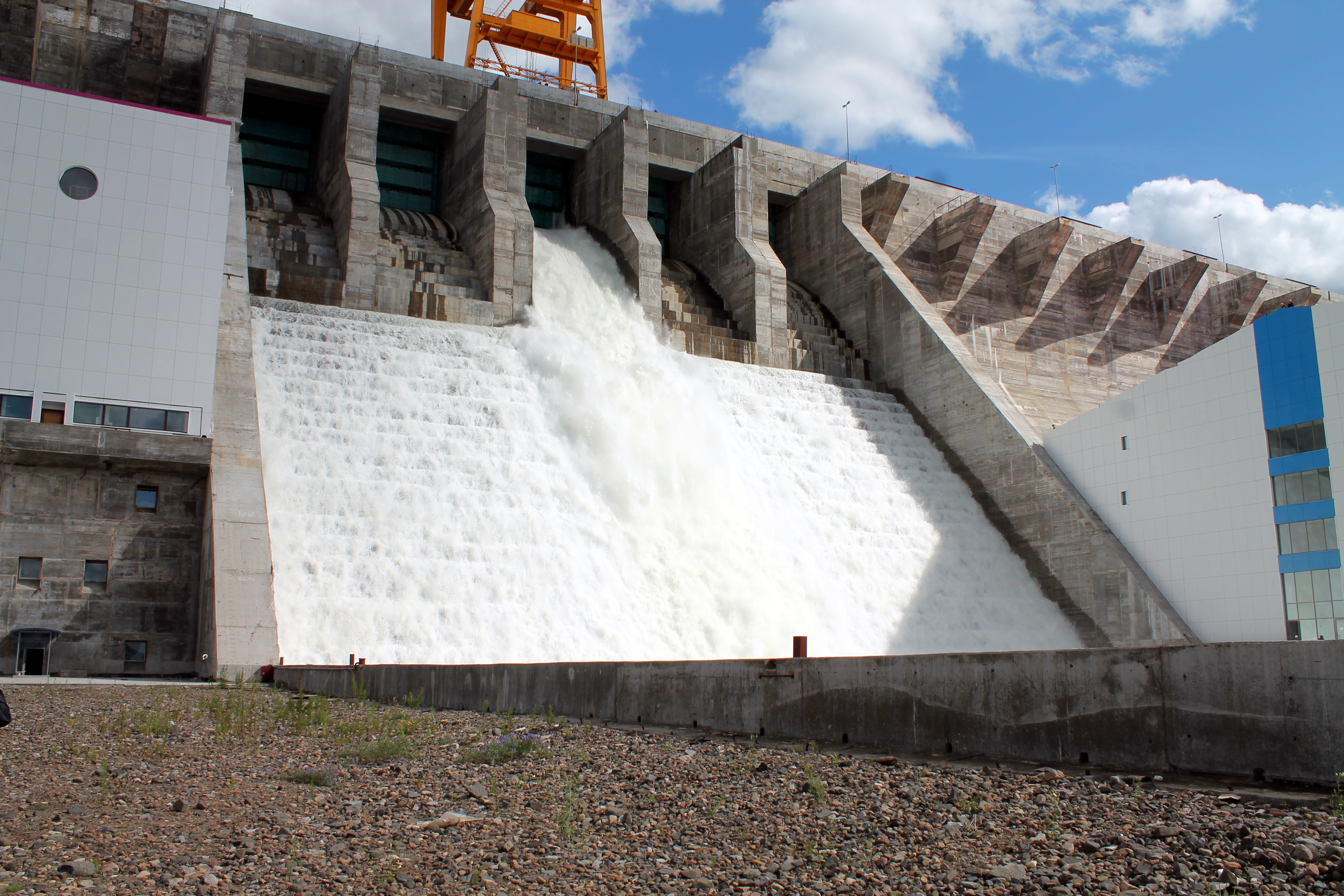
Водосброс № 2
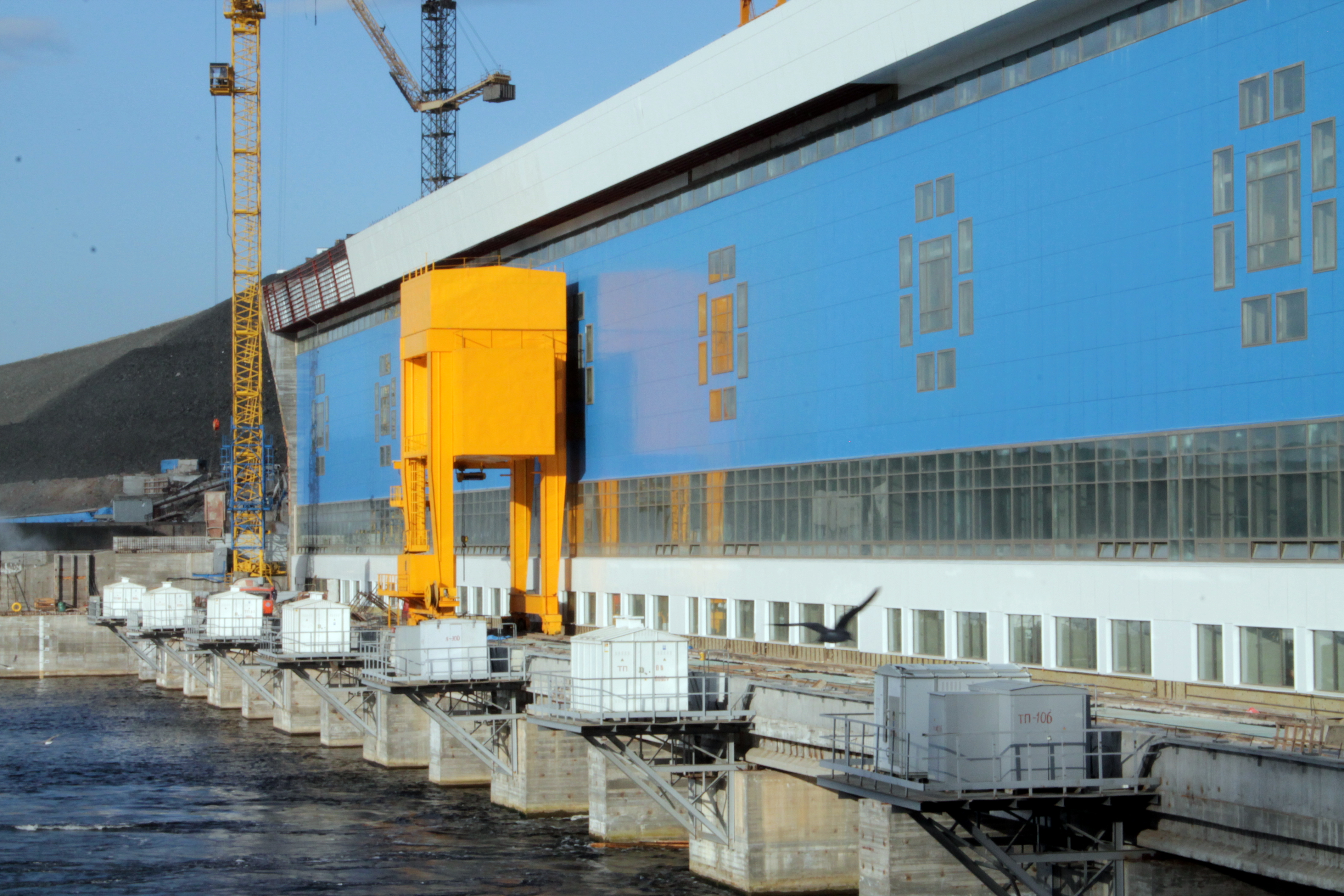
Здание ГЭС
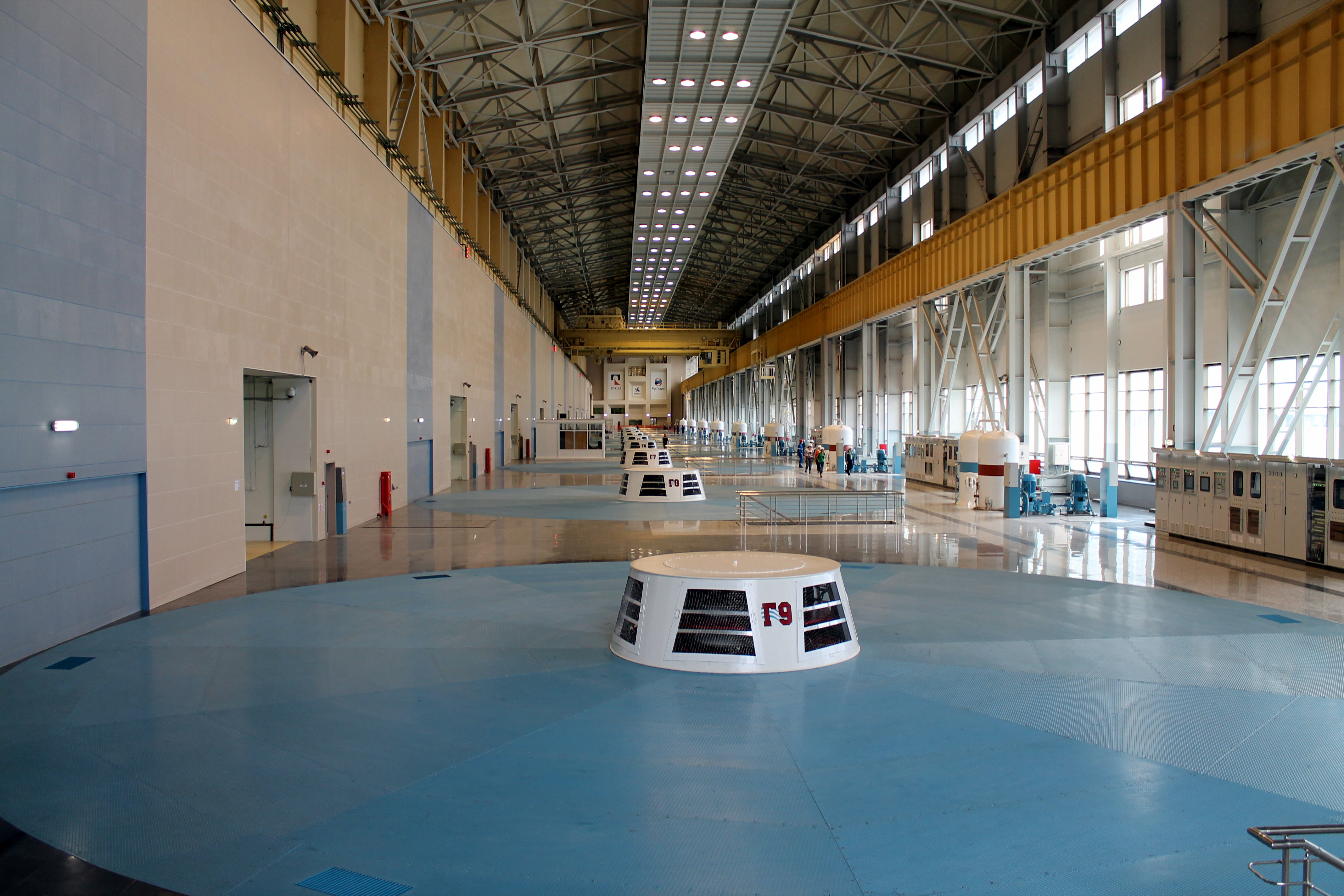
Машинный зал
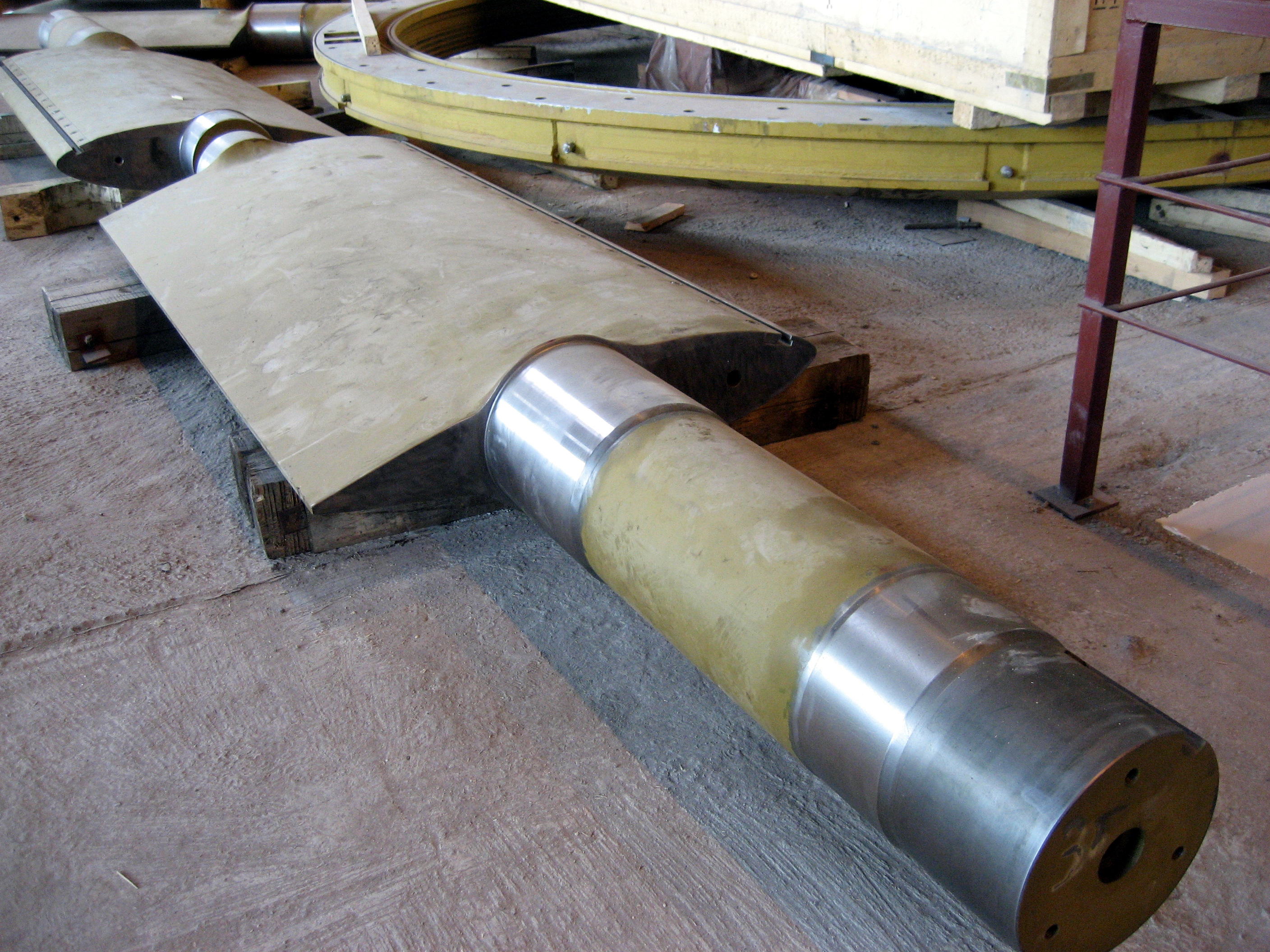
Лопатка направляющего аппарата
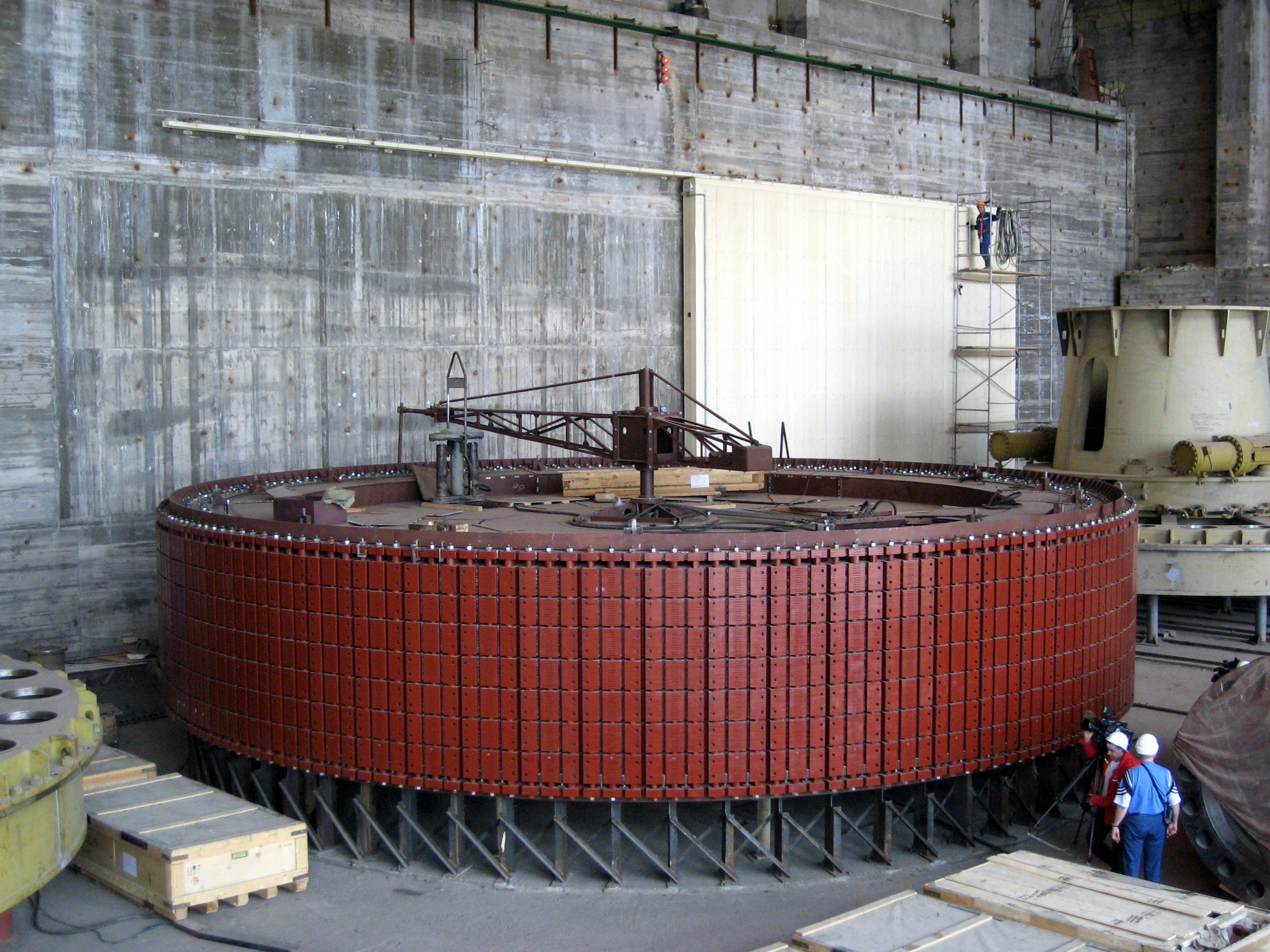
Ротор генератора

### Схема выдачи мощности
Выдача мощности Богучанской ГЭС в ЕЭС России осуществляется на напряжении 220 и 500 кВ через комплектные распределительные устройства элегазовые (КРУЭ) закрытого типа, прилегающие к зданию служебно-технологического комплекса (СПК) на левом берегу. С блочных трансформаторов, расположенных в здании ГЭС, электроэнергия поступает на 6 фаз автотрансформаторов АОДЦТН-167000/500/220-УХЛ1 весом 141 т каждая, размещённых в специальных камерах в фасадной части здания СПК. Далее электроэнергия поступает на КРУЭ 220 кВ и КРУЭ 500 кВ, включающие в себя выключатели, разъединители с заземлителями, трансформаторы тока и напряжения, кабельные вводы, шкафы управления. Производитель оборудования КРУЭ — шведский концерн ABB. С КРУЭ 220 кВ электроэнергия выдаётся непосредственно на воздушные линии электропередачи, с КРУЭ 500 кВ она сначала поступает на открытый пункт перехода 500 кВ (ОПП 500), размещённый в 300 м от ГЭС, а с него — на ЛЭП.
Электроэнергия и мощность Богучанской ГЭС выдаются в энергосистему по следующим линиям электропередачи
:
- ВЛ 500 кВ Богучанская ГЭС — ПС Ангара (2 цепи);
- ВЛ 500 кВ Богучанская ГЭС — ПС Озёрная;
- ВЛ 220 кВ Богучанская ГЭС — ПС Приангарская (2 цепи);
- ВЛ 220 кВ Богучанская ГЭС — ПС ГПП (Кодинская) (2 цепи).

### Водохранилище

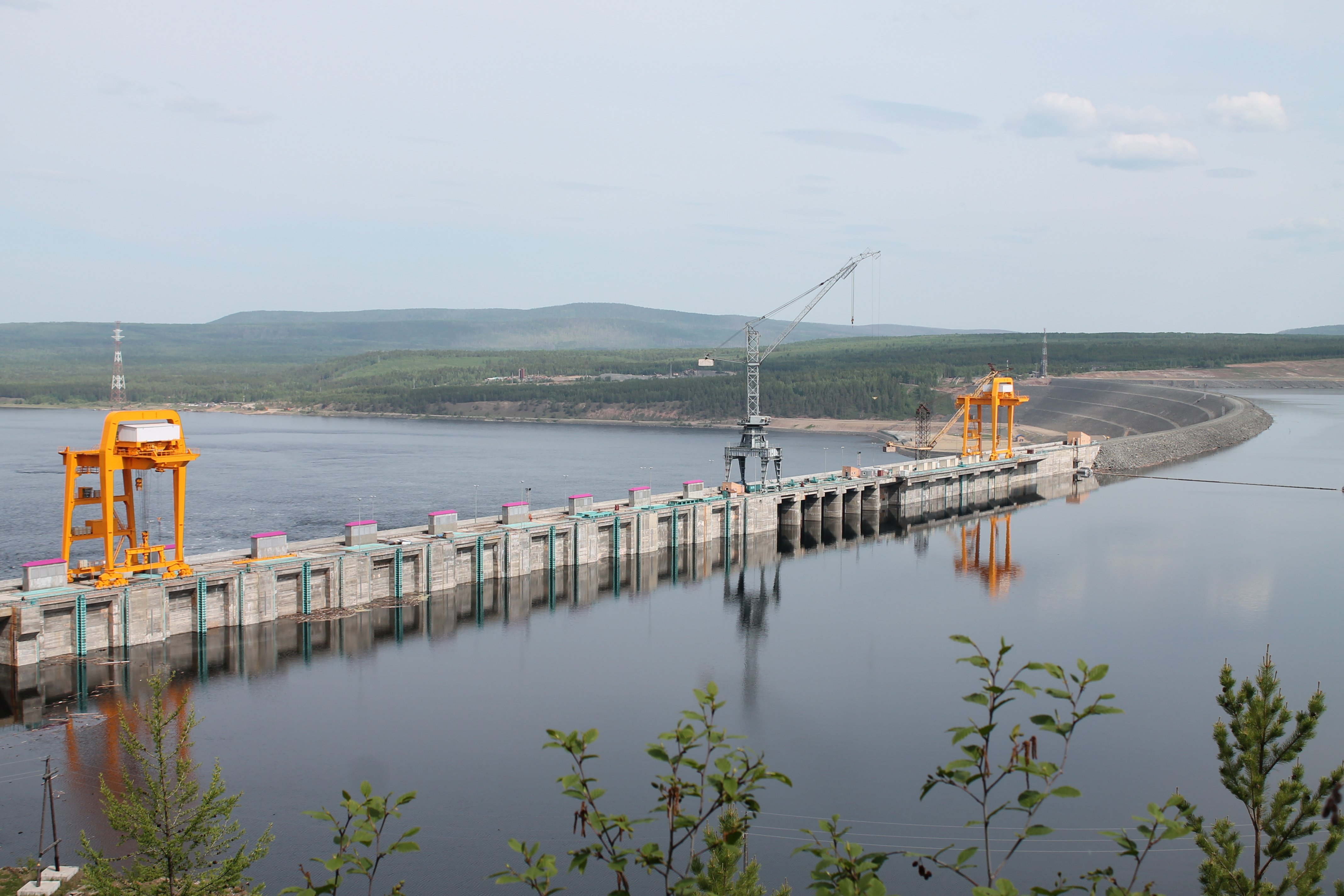
Богучанское водохранилище у Богучанской ГЭС

Напорные сооружения ГЭС образуют крупное Богучанское водохранилище площадью 2326 км² (в том числе в Красноярском крае 1961 км², в Иркутской области 365 км²) и длиной 375 км. Площадь мелководий (с глубинами менее 2 м) составляет 98 км² или 4,2 % от общей площади. Отметка нормального подпорного уровня водохранилища составляет 208,0 м над уровнем моря, форсированного подпорного уровня — 209,5 м, уровня мёртвого объёма — 207,0 м. Полный объём водохранилища составляет 58,2 км³, полезный — 2,3 км³. Водохранилище осуществляет суточное регулирование стока Ангары и сезонное регулирование боковой приточности, колебания уровня водохранилища в течение года не превышают 1 м. Наполнение водохранилища было осуществлено в два этапа — в 2012 году оно было наполнено до промежуточной отметки 185,0 м и в 2015 году до проектной отметки 208,0 м.

## Экономическое значение
Богучанская ГЭС — крупнейший объект гидроэнергетического строительства в Восточной Сибири и России в целом. Достройка гидроэлектростанции имела большое значение для экономического развития Нижнего Приангарья и Сибирского экономического региона; строительство электростанции и сопутствующей сетевой инфраструктуры входило в первый этап государственной программы «Комплексное развитие Нижнего Приангарья». Значительная часть электроэнергии, вырабатываемой ГЭС, используется на Богучанском алюминиевом заводе мощностью 298 000 т первичного алюминия в год (мощность первой очереди, в дальнейшем возможно расширение до 600 000 т в год). Также электроэнергия Богучанской ГЭС будет использоваться строящимся Тайшетским алюминиевым заводом и другими перспективными промышленными предприятиями Нижнего Приангарья. Электросетевые объекты, построенные в рамках проекта Богучанской ГЭС, повысили надёжность транзита электроэнергии между Иркутской областью и Красноярским краем.
Водохранилищем Богучанской ГЭС было затоплено, по разным данным, 59—88 месторождений и проявлений полезных ископаемых, главным образом местных строительных материалов (песка, глины и т. п.) В зону влияния водохранилища также попадает часть запасов Жеронского месторождения каменного угля; данные о степени влияния водохранилища на него различаются — имеются как публикации о затоплении части запасов месторождения и существенном ущербе, так и утверждения о том, что воздействие водохранилища ограничится подтоплением небольшой части одного из его участков, что не нанесёт большого ущерба. Большинство затапливаемых месторождений отличаются низкими запасами и невысоким качеством; в целом минерально-сырьевой потенциал зоны затопления оценивается как незначительный и не представляющий большого интереса для региона. В то же время электроэнергию Богучанской ГЭС планируется использовать при освоении месторождений полезных ископаемых правобережья Ангары и юга Эвенкии.

## Последствия создания Богучанской ГЭС

### Экологические последствия
Богучанская ГЭС, используя для работы возобновляемый источник энергии, предотвращает сжигание большого количества органического топлива (угля или природного газа) и соответственно выброс в атмосферу значительных объёмов углекислого газа, окислов серы и азота, золы и других загрязняющих веществ. В частности, только при работе первой очереди ГЭС (на отметке 185 м) предотвращается ежегодный выброс в атмосферу 11,2 млн т CO2 ежегодно.
При сооружении Богучанской ГЭС затоплено 1494 км² земель, в том числе 296 км² сельхозугодий (пашни, сенокосов и пастбищ) и 1131 км² леса. Общий запас древесно-кустарниковой растительности в зоне затопления оценивается в 9,56 млн м³ (ещё около 10 млн м³ леса было вырублено в ходе подготовки ложа водохранилища в 1980-х годах); проведение полной лесоочистки на основании научного прогноза качества воды в водохранилище решением правительственной комиссии было признано нецелесообразным, лесоочистка осуществлялась на спецучастках (охранная зона гидроузла, санитарная зона населённых пунктов, трасса судового хода, лесосплавной рейд). После проведённой лесоочистки при заполнении водохранилища было затоплено 8,48 млн м³ древесно-кустарниковой растительности. Ожидается постепенное всплывание части торфа из затапливаемых торфяных болот, общая площадь которых оценивается в 96 км², при этом всплывание торфа возможно с участков общей площадью 13 км². Прогнозируется, что постепенное всплывание торфа будет продолжаться в течение 20 лет, что потребует проведения мероприятий по буксировке и закреплению торфяных островов.
Создание водохранилища привело к полной перестройке экосистем в зоне затопления. Наземные экосистемы (таёжные ландшафты), а также речная экосистема были заменены на экосистему водохранилища, сочетающую в себе черты речной и озёрной экосистем (с преобладанием признаков последней). При этом численность реофильных (живущих в реках) видов рыб сократилась, а лимнофильных (предпочитающих озёра) — возросла. Рыбопродуктивность водохранилища оценивается в 18 кг/га.
Вследствие низкой боковой приточности определяющее значение на качество воды в Богучанском водохранилище оказывает качество воды Усть-Илимского водохранилища. В течение нескольких лет после заполнения водохранилища заметное влияние на качество воды (в части содержания растворённого кислорода, органических веществ, фосфатов) будут оказывать разложение затопленной растительности, торфа, сапропеля и других органических остатков, а также разрушение берегов (в части содержания взвешенных веществ). В целом качество воды в Богучанском водохранилище будет мало отличаться от качества воды в Ангаре до создания водохранилища.
Водохранилище Богучанской ГЭС в летнее время будет оказывать охлаждающее воздействие на прилегающие территории, в осеннее — отепляющее. Прогнозируется, что это воздействие будет распространяться в среднем на 6—8 км от водохранилища и не окажет существенного влияния на условия вегетации растительности. В нижнем бьефе Богучанской ГЭС вследствие сброса относительно тёплой воды из водохранилища прогнозируется возникновение незамерзающей полыньи длиной от 24 км (средние и холодные зимы) до 64 км (тёплые зимы). Воздействие полыньи ожидается двояким — с одной стороны, она окажет отепляющее воздействие на прилегающие территории, с другой стороны, полынья способствует увеличению количества туманов.

### Социальные последствия

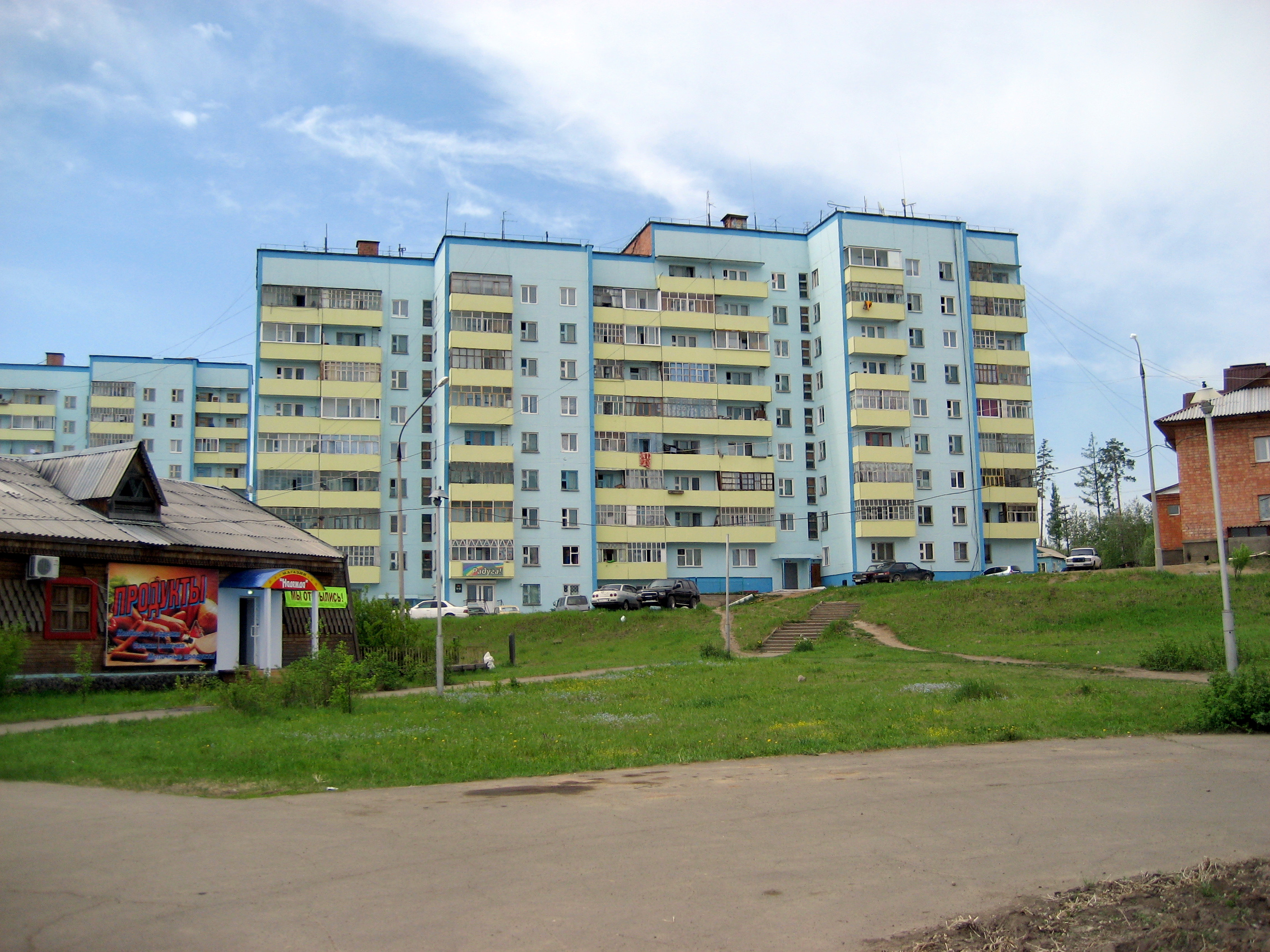
Кодинск

В зону затопления, подтопления и берегопереработки Богучанского водохранилища попали 29 населённых пунктов (25 в Красноярском крае и 4 в Иркутской области), население которых полностью или частично переселено, в том числе в бывший районный центр село Кежма. Общее количество переселяемого населения в проекте оценивалось в 12 173 человека, большая часть из которых (около 8000 человек) была переселена в 1980-е — начале 1990-х годов. Переселение оставшегося населения в связи с неясными перспективами строительства ГЭС было приостановлено и возобновлено в 2008 году. В 2008—2012 годах из зоны затопления на территории Красноярского края было переселено 5137 человек (1713 семей). В советское время население переселялось как в города и близлежащие посёлки, так и в новые посёлки, создаваемые у берегов будущего водохранилища (Новая Кежма, Новое Болтурино и т. п.), с 2008 года — только в города (Кодинск, Абакан, Ачинск и другие). На территории Иркутской области подлежало переселению около 1700 человек из посёлков Кеуль и Невон, переселение было проведено в 2012—2015 годах.
С целью изучения археологических объектов, попадающих в зону затопления, в 2008—2012 годах проводились масштабные археологические раскопки. В частности, только в 2011 году в составе Богучанской археологической экспедиции работало около 1200 человек в составе 39 отрядов, были произведены раскопки на площади более 40 тыс. м², полностью исследованы 130 объектов из 142, состоящих на учёте. Помимо археологических работ, были проведены и этнографические исследования. Археологические работы были завершены в 2012 году, всего за пять лет исследований было сделано около миллиона находок. Также произведён перенос из зоны затопления памятников деревянного зодчества.

### Критика
Строительство Богучанской ГЭС критиковалось рядом общественных организаций, в частности Всемирным фондом дикой природы и Гринпис. Аргументом критики является строительство Богучанской ГЭС без прохождения предусмотренной действующим законодательством процедуры оценки воздействия на окружающую среду (ОВОС). Позиция инвесторов строительства, а также руководства Красноярского края заключалась в отрицании необходимости прохождения ОВОС в связи с тем, что технический проект Богучанской ГЭС (в составе которого рассмотрены вопросы охраны окружающей среды) был утверждён государственной экспертизой ещё в советское время, а нормы современного законодательства, предусматривающего проведение ОВОС, обратной силы не имеют. В 2007 году по заказу ОАО «Богучанская ГЭС» в связи с планируемым привлечением для реализации проекта зарубежного финансирования были начаты работы по разработке ОВОС, в частности открыты общественные приёмные в Иркутской области и Красноярском крае; однако в 2009 году разработка ОВОС была прекращена. В октябре 2011 года прокуратурой Кежемского района был подан иск в районный суд к ОАО «Богучанская ГЭС» с требованием о проведении процедуры ОВОС до 1 января 2012 года. 31 мая 2012 года суд принял решение об отказе в удовлетворении исковых требований в полном объёме. 3 сентября 2012 года это решение было оставлено без изменений краевым судом Красноярского края и вступило в законную силу.
Обеспокоенность вопросами сохранения историко-культурного наследия в зоне затопления водохранилища Богучанской ГЭС высказывала Общественная палата. В Иркутской области, часть территории которой попадает в зону затопления, высказываются предложения о снижении отметки водохранилища до уровня 185 м (при котором территория области не затрагивается), а также о переносе срока заполнения водохранилища. В докладах уполномоченного по правам человека в Красноярском крае приводятся примеры конфликтных ситуаций, возникавших при переселении, связанных с вопросами предоставления жилья, а также с невыплатой компенсаций предпринимателям и фермерам, чья собственность находится в зоне затопления. В частности, проблемы с получением жилья возникали у людей, фактически проживающих в населённых пунктах зоны затопления, но не имеющих по тем или иным причинам регистрации в них, а также у тех, кто фактически не проживал по месту регистрации. 12 ноября 2012 года Генеральная прокуратура проинформировала правительство о риске неблагоприятных экологических последствий вследствие заполнения Богучанского водохранилища и предложила правительству вернуться к обсуждению вопроса о полной лесоочистке зоны затопления. Критически о строительстве Богучанской ГЭС высказывался писатель Валентин Распутин.

## История строительства

### Проектирование

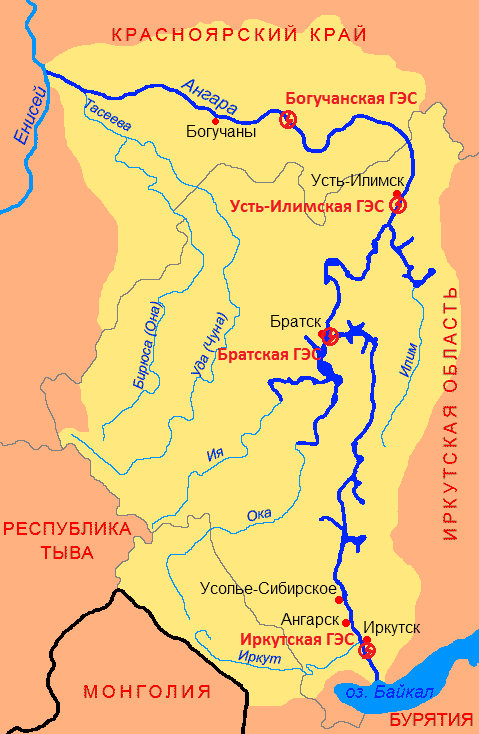
Схема Ангарского каскада

Первые исследования гидроэнергетического потенциала Ангары были проведены ещё в 1891—1916 годах при проектировании и строительстве Транссибирской магистрали. Итоги этих работ были подведены в 1920 году в записке «Водные силы Ангары и возможность их использования», в которой обосновывалась возможность строительства на Ангаре 11 низконапорных гидроэлектростанций общей установленной мощностью около 2000 МВт. В 1930-х годах работы по изучению Ангары (в первую очередь её верхнего течения, где было намечено сооружение первоочередной Иркутской ГЭС) были продолжены. В 1936 году Госпланом СССР была одобрена «рабочая гипотеза комплексного использования Ангары», в которой в качестве нижней ступени каскада рассматривалась Богучанская ГЭС. В 1947 году на конференции по развитию производительных сил Иркутской области была представлена схема освоения Ангары каскадом из 6 ГЭС: Иркутской, Суховской, Тельминской, Братской, Усть-Илимской и Богучанской. Согласно этой схеме, Богучанская ГЭС размещалась на 1451 км от истока Ангары, имела мощность 4000 МВт при напоре 71 м.
В 1954 году было начато строительство первой и второй ступеней Ангарского каскада — Иркутской и Братской ГЭС, в 1963 году — третьей ступени, Усть-Илимской ГЭС (от сооружения Суховской и Тельминской ГЭС было решено отказаться). Работы по непосредственному проектированию Богучанской ГЭС были начаты институтом «Гидропроект» в соответствии с Постановлением Государственной экспертной комиссии Госплана СССР № 32 от 26 декабря 1964 года. На первом этапе были выбраны створ ГЭС (при этом вместо первоначально рассматриваемого Богучанского створа был выбран Кодинский створ, но название ГЭС осталось прежним — Богучанская), отметка нормального подпорного уровня водохранилища, а также дано технико-экономическое обоснование строительства. В 1968 году этот этап был завершён, его материалы рассмотрены и утверждены Госпланом. В 1969 году был открыт титул на проектно-изыскательские работы по Богучанской ГЭС. Начались работы по проектированию основных сооружений гидроузла.
1 февраля 1971 года было подписано Постановление ЦК КПСС и Совета Министров СССР № 65 «О мерах по дальнейшему комплексному развитию в 1971—1980 гг. производительных сил Красноярского края», согласно которому строительство Богучанской ГЭС планировалось начать в 1976—1980 годах. Задание на составление технического проекта Богучанской ГЭС утверждено Минэнерго СССР 10 апреля 1969 года, дополнительное задание было утверждено 12 января 1976 года. Технический проект Богучанской ГЭС был утверждён 7 декабря 1979 года распоряжением Совета Министров СССР № 2699Р; в соответствии с этим проектом, мощность ГЭС составляла 3000 МВт, нормальный подпорный уровень водохранилища — 208 м. Титул на строительство станции был открыт распоряжением Совета Министров СССР от 30 апреля 1980 года № 798р; в соответствии с ним, пуск первых агрегатов Богучанской ГЭС был намечен на 1988 год, а завершение строительства — на 1992 год.

### Строительство
Работы подготовительного этапа строительства Богучанской ГЭС были начаты в октябре 1974 года, когда на площадку строительства прибыл первый десант «БратскГЭСстроя», завершавшего строительство Усть-Илимской ГЭС. Управление строительства Богучанской ГЭС было создано 10 мая 1976 года. В ходе подготовительного этапа велось строительство подъездной автодороги Седаново — Богучанская ГЭС, линий электропередачи, города гидростроителей Кодинска (с 1977 года), промышленной базы. В 1980 году было начато строительство основных сооружений Богучанской ГЭС — 18 июня 1980 года из котлована первой очереди был извлечён первый кубометр грунта, первый кубометр бетона в тело плотины уложили 17 апреля 1982 года, 100-тысячный кубометр бетона был уложен в 1984 году. 25 октября 1987 года на строительстве Богучанской ГЭС было произведено перекрытие Ангары, сток реки переведён на 5 временных отверстий водосбросной плотины; для пропуска судов и плотов с лесом был оборудован временный шлюз. В ходе строительства был изменён проект ГЭС — в частности, было решено увеличить её мощность до 4000 МВт с целью повышения выработки «пиковой» электроэнергии. Работами по лесосводке и лесоочистке зоны затопления, а также по переносу населённых пунктов в 1980-е годы занималось МВД СССР силами заключённых. При этом было сведено около 10 млн м³ товарного леса. По причине недостаточного финансирования срок пуска Богучанской ГЭС неоднократно переносился Минэнерго СССР: в 1987 году — на 1993 год; в 1988 году — на 1994 год; в 1989 году — на 1995 год.
После распада СССР темпы работ по строительству Богучанской ГЭС значительно снизились, а с 1994 года стройка была фактически законсервирована — выделяемых средств хватало в основном лишь на поддержание в безопасном состоянии уже построенных сооружений, резко сократился коллектив строителей, достигавший в 1980-х годах 6000 человек. В то же время необходимость завершения строительства Богучанской ГЭС не подвергалась сомнению и была неоднократно подтверждена руководством страны (в частности, Постановлением Правительства РФ № 236 от 26 марта 1994 года, федеральной целевой программой «Топливо и энергия», утверждённой в 1996 году, и т. п.). С целью минимизации затрат рассматривался вариант строительства Богучанской ГЭС в две очереди, с вводом первой из них на отметке водохранилища 185 м, однако данный проект получил отрицательное заключение Главгосэкспертизы и не был реализован. В 1993 году на базе производственного строительно-эксплуатационного объединения «Богучангэсстрой», созданного в 1976 году, было образовано ОАО «Богучангэсстрой», в 2002 году оно сменило своё наименование на ОАО «Богучанская ГЭС».
Возобновить строительство станции удалось в рамках частно-государственного партнёрства. 12 апреля 2005 года вступил в силу Указ президента России № 412 «О мерах по социально-экономическому развитию Красноярского края, Таймырского (Долгано-Ненецкого) автономного округа и Эвенкийского автономного округа», предусматривающий завершение строительства Богучанской ГЭС. 9 июля 2005 года РАО «ЕЭС России» и компания «Русал» подписали Меморандум о намерениях по достройке Богучанской ГЭС и строительству нового алюминиевого завода. 31 мая 2006 года вступило в силу соглашение между ОАО «ГидроОГК» (позднее переименованным в «РусГидро») и «Русалом» о реализации проекта «БЭМО» (Богучанское энергометаллургическое объединение), включающего в себя достройку Богучанской ГЭС и строительство Богучанского алюминиевого завода проектной мощностью 600 тыс. тонн алюминия в год. Проект реализуется партнёрами на паритетной основе (50 % на 50 %) и по настоянию «Русала» регулируется английским правом, в связи с чем его финансирование производится через офшорные компании. В 2006 году была утверждена государственная программа «Комплексное развитие Нижнего Приангарья», составной частью которого является строительство Богучанской ГЭС. Поскольку, согласно Водному кодексу, Богучанское водохранилище является федеральной собственностью, подготовка его зоны затопления (переселение населения, археологические работы, лесосводка и т. п.) финансируется преимущественно из федерального бюджета.

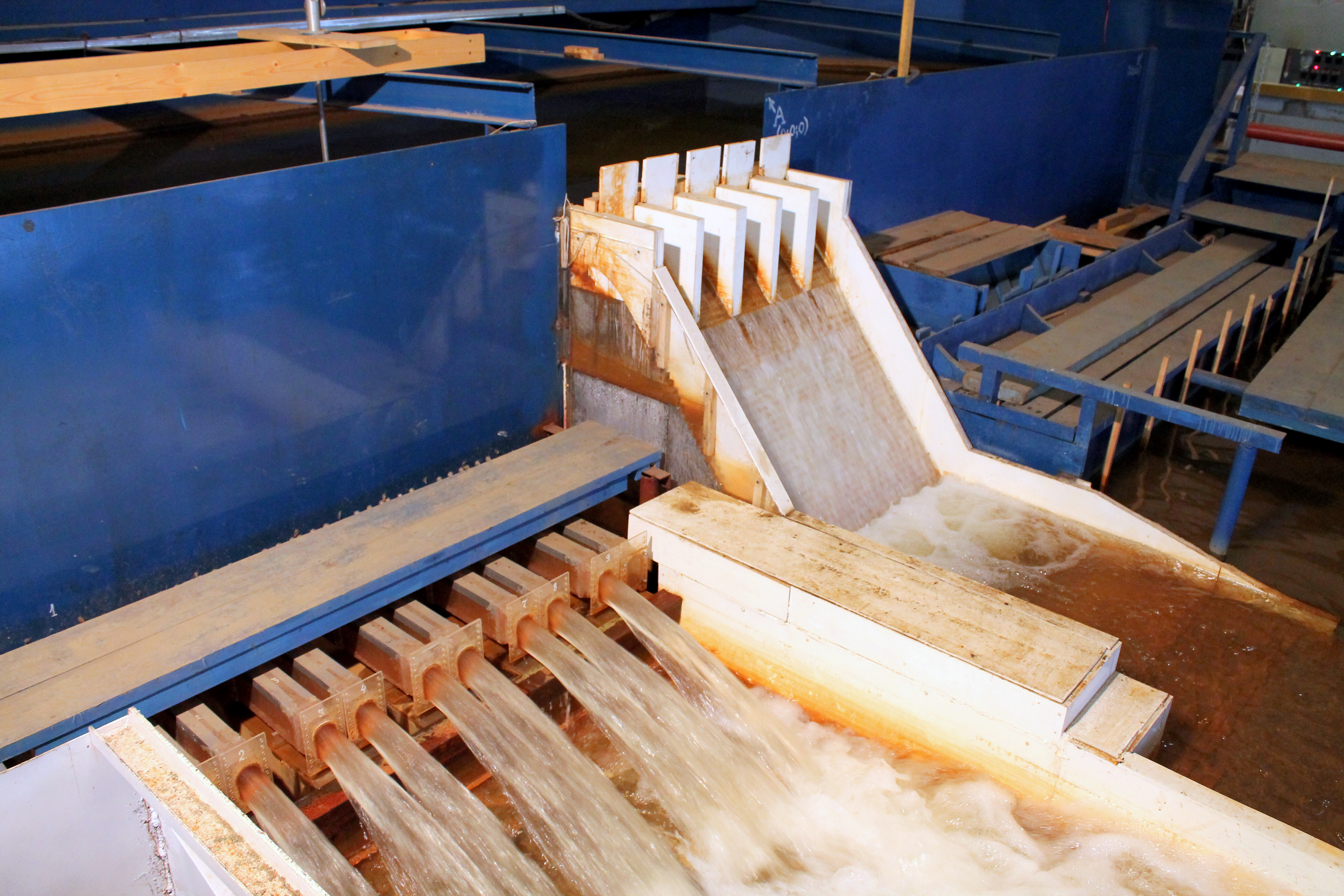
Испытания гидравлической модели водосбросов Богучанской ГЭС

На момент разворота работ по достройке станции её готовность составляла около 58 %, в частности были смонтированы и забетонированы закладные части первых четырёх гидроагрегатов. К 17 марта 2006 года строительная площадка Богучанской ГЭС была полностью расконсервирована. В 2006 году был заключён контракт с ОАО «Силовые машины» на поставку девяти гидроагрегатов для Богучанской ГЭС, значительно активизированы работы по сооружению каменно-набросной плотины (уложено 1,5 млн м³ грунта, по всей длине плотины достигнута отметка 151 м).
В 2006—2008 годах институтом «Гидропроект» были выполнены работы по корректировке технического проекта Богучанской ГЭС, необходимость которых диктовалась изменением нормативной базы и моральным устареванием некоторых решений первоначального проекта. В частности, ужесточение требований по пропуску паводковых расходов привело к необходимости проектирования водосброса № 2, который был размещён в станционной плотине на месте гидроагрегатов № 10—12 (таким образом, мощность Богучанской ГЭС была вновь пересмотрена с 4000 до 3000 МВт). Учитывая, что значительная часть сооружений уже была возведена, проектирование водосброса № 2 потребовало применения неординарных технических решений, в первую очередь — ступенчатой водосливной грани, ранее в практике гидротехнического строительства России не применявшейся. С целью обоснования конструкции водосброса были проведены испытания её модели в гидравлической лаборатории ВНИИГ им. Б. Е. Веденеева. Также вместо устаревших открытых распределительных устройств были приняты современные распределительные устройства закрытого типа (КРУЭ), пересмотрена схема организации строительных работ. Проведены дополнительные расчёты сейсмостойкости сооружений, подтвердивших их устойчивость при землетрясении 7 баллов.
| Финансирование строительства Богучанской ГЭС с 2002 года, млн рублей |      |      |      |      |      |      |        |        |        |        |      |      |      |      |      |
| 2002                                                                 | 2003 | 2004 | 2005 | 2006 | 2007 | 2008 | 2009   | 2010   | 2011   | 2012   | 2013 | 2014 | 2015 | 2016 | 2017 |
| 772                                                                  | 725  | 970  | 650  | 5373 | 8787 | 9261 | 10 833 | 21 157 | 12 548 | 10 931 | 7503 | 4653 | 1379 | 894  | 875  |

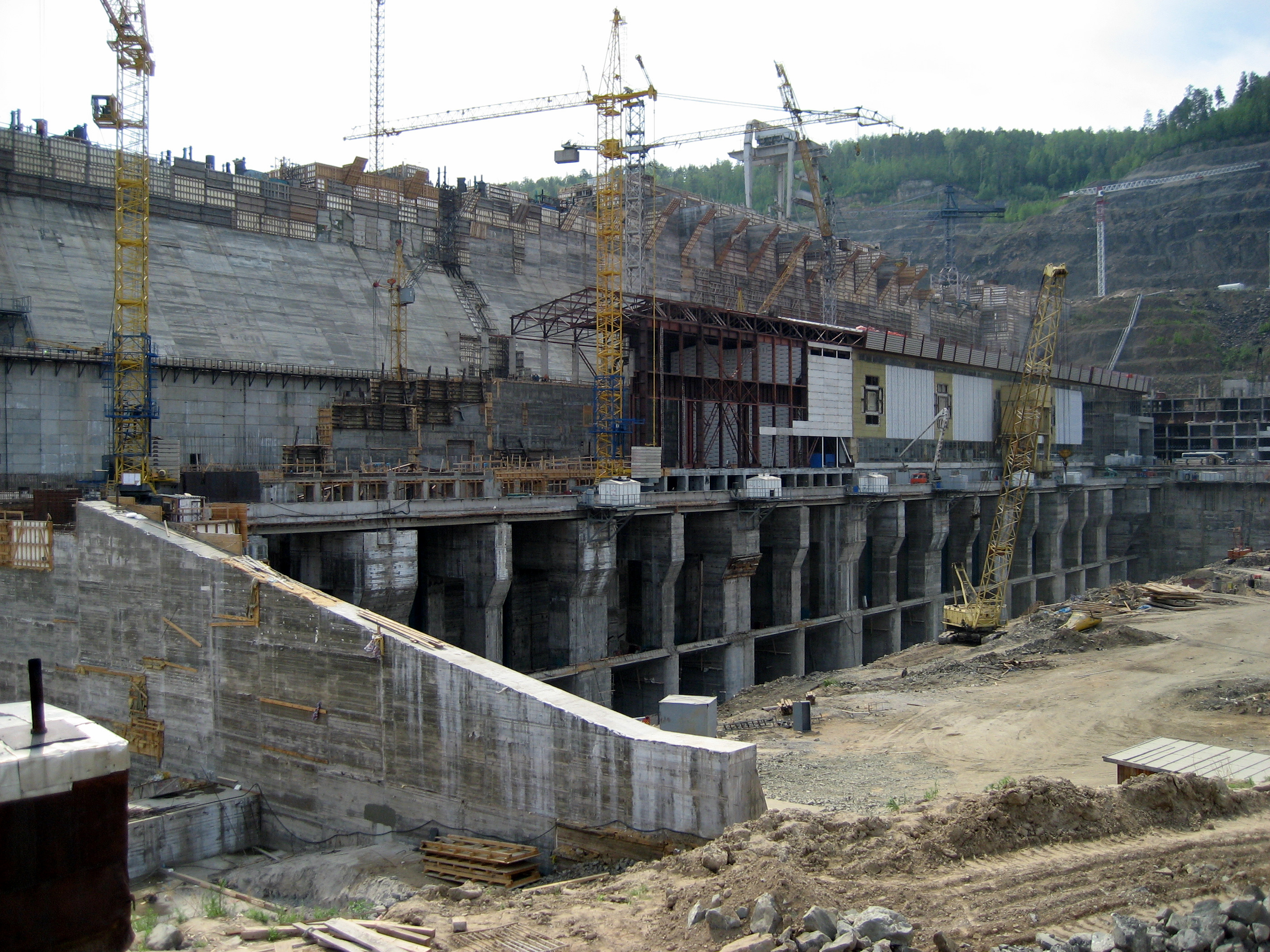
Строительство Богучанской ГЭС (вид с нижнего бьефа, май 2011 года)

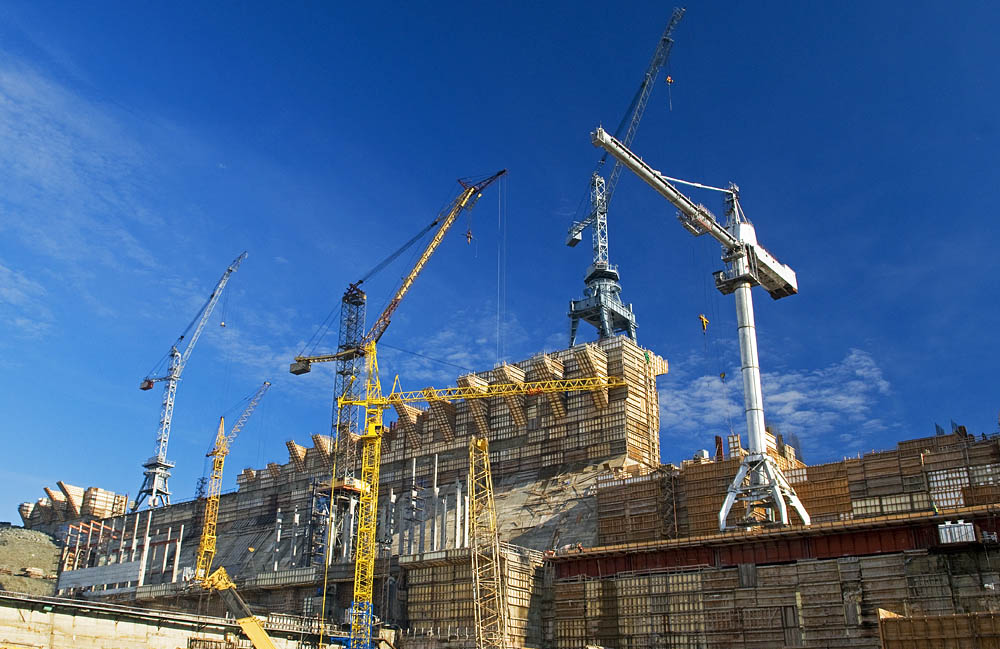
Строительство Богучанской ГЭС. 2010 год.

В 2007 году бетонная плотина была возведена до отметок 181—190 м, каменно-набросная плотина — до отметки 169 м, был начат монтаж закладных частей гидроагрегатов. 22 октября 2007 года был закрыт и впоследствии забетонирован временный шлюз, проработавший 20 лет вместо предусмотренных проектом 4 лет. В 2008 году были смонтированы все напорные водоводы гидроагрегатов, поставлено рабочее колесо гидроагрегата № 1 (транспортировка осуществлялась из Санкт-Петербурга водным транспортом), начат монтаж линии электропередачи 220 кВ Богучанская ГЭС — Раздолинск. 26 февраля 2009 года в тело плотины был уложен двухмиллионный кубометр бетона. В 2009 году были поставлены первый гидрогенератор, три рабочих колеса гидротурбин, пять секций затворов напорных водоводов, 7 силовых трансформаторов, основное крановое оборудование. В 2010 году первые несколько секций бетонной плотины достигли проектной высоты, начат монтаж первого гидроагрегата, поставлено три рабочих колеса гидротурбин (№ 5, 6 и 7); за июль 2010 года удалось уложить 32 900 м³ бетона — абсолютный рекорд за всю историю строительства. В декабре 2010 года с целью финансирования проекта БЭМО Внешэкономбанком выдан кредит на 28,1 млрд руб. сроком на 16 лет.
В 2011 году каменно-набросная плотина на всём протяжении была возведена до отметки 202 м (на отдельных участках — до 208 м), 24 секции бетонной плотины из 34 к концу года были достроены до проектной отметки. В ноябре 2011 года был затоплен котлован основных сооружений. В течение 2011 года был закрыт тепловой контур машинного зала над первыми шестью гидроагрегатами, а также в здании СПК, начат монтаж КРУЭ. На строительную площадку доставлены два последних рабочих колеса турбин. В сентябре — октябре 2011 года были перекрыты затворами и впоследствии забетонированы два из пяти временных донных отверстий (в секциях № 24 и 28). Перекрытие оставшихся донных отверстий и начало наполнения водохранилища до промежуточной отметки 185 м были намечены на март 2012 года, но не были осуществлены по причине неготовности разрешительной документации. 16 апреля 2012 года было перекрыто третье донное отверстие (в секции № 25), 5 мая был опущен затвор донного отверстия в секции № 26, 9 мая — в секции № 27, после чего началось наполнение водохранилища.
Первые два гидроагрегата Богучанской ГЭС были пущены 15 октября 2012 года. До конца года был введён в эксплуатацию ещё один гидроагрегат, в 2013 году — три гидроагрегата, и в 2014 году — три последних гидроагрегата. Летом 2015 года Богучанское водохранилище было заполнено до проектной отметки, проведены испытания водосброса № 2. Остаточные работы, в числе которых строительство мостового перехода и автомобильной дороги по гребню бетонной и каменно-набросной плотины, были завершены к моменту торжественного открытия 21 декабря 2017 года мостового перехода через Ангару.

### Эксплуатация
Сооружения Богучанской ГЭС (за исключением КРУЭ 220 кВ) принадлежат ПАО «Богучанская ГЭС», которое контролируется компании ПАО «РусГидро» и «Русал» на паритетных началах. КРУЭ 220 кВ принадлежит ПАО «ФСК ЕЭС».
| 2012 | 2013 | 2014 | 2015   | 2016   | 2017   | 2018   | 2019   | 2020   | 2021   | 2022   |
| ---- | ---- | ---- | ------ | ------ | ------ | ------ | ------ | ------ | ------ | ------ |
| 244  | 4897 | 8362 | 13 077 | 13 970 | 13 287 | 13 612 | 16 104 | 17 638 | 17 238 | 20 140 |